# Solenocera waltairensis
Solenocera waltairensis is een tienpotigensoort uit de familie van de Solenoceridae. De wetenschappelijke naam van de soort is voor het eerst geldig gepubliceerd in 1970 door M.J. George & Muthu.